# Vivian Cherry
Vivian Cherry (* 27. Juli 1920 in Manhattan, New York; † 4. März 2019 in Albuquerque, New Mexico) war eine US-amerikanische Fotografin, die vor allem für ihre Straßenfotografie in New York City bekannt ist. Sie war Mitglied der Photo League. Die Photo League war eine Organisation von Fotografen in New York City, die sich der Dokumentation des Lebens in den Arbeitervierteln widmete. Sie wurde 1936 gegründet und bot ihren Mitgliedern Schulungen, Ausstellungsräume und eine Plattform für den Austausch über soziale und kreative Themen. Die Photo League spielte eine wichtige Rolle bei der Entwicklung der sozialdokumentarischen Fotografie in den USA.

## Leben
Vivian Cherry wurde als Tochter russisch-jüdischer Einwanderer in Manhattan geboren und wuchs in der Bronx auf. Ursprünglich strebte sie eine Karriere als Tänzerin an und trat in Nachtclubs und am Broadway auf. Eine Knieverletzung zwang sie jedoch, ihre Tanzkarriere zu unterbrechen. Während dieser Zeit arbeitete sie im Fotolabor Underwood & Underwood, wo sie ihre Leidenschaft für die Fotografie entdeckte. Nach ihrer Genesung kehrte sie für kurze Zeit zum Tanzen zurück, entschied sich aber schließlich, sich ganz der Fotografie zu widmen. In den 1940er Jahren trat Vivian Cherry der Photo League bei, einer Organisation von Fotografen, die sich der Dokumentation sozialer Realitäten widmete. Dort studierte sie unter der Leitung von Sid Grossman, der einen prägenden Einfluss auf ihre Arbeit ausübte. Vivian Cherry verkaufte ihre Fotografien an Popular Photography, Life, Sports Illustrated, Red Book und Ebony. Sie arbeitete auch für This Week, Pageant, Colliers, America und Sinclair Oil. Vivian Cherry drehte mehrere Kurzfilme und arbeitete als Standfotografin mit dem Fotografen Arnold Eagle an einem Film über Lee Strasberg und die historische Schauspielschule, das Lee Strasberg Institute.
Anfang der 1960er Jahre zog sich Vivian Cherry vorübergehend von der Fotografie zurück und widmete sich der Schmuckherstellung und einer Tätigkeit als Röntgentechnikerin. In den späten 1980er Jahren kehrte sie zur Fotografie zurück und begann erstmals in Farbe zu arbeiten, bevor sie schließlich wieder zur Schwarzweißfotografie zurückkehrte. Sie setzte ihre fotografische Tätigkeit bis ins hohe Alter fort und erlitt bei der Dokumentation einer Antikriegsdemonstration in Manhattan Verletzungen, die sie jedoch nicht von ihrer Arbeit abhielten.

## Werk
Vivian Cherrys Fotografien zeichnen sich durch ihre einfühlsame und oft schonungslose Darstellung des urbanen Lebens in New York aus. Besonders bekannt sind ihre Aufnahmen von auf der Straße spielenden Kindern, die die sozialen Verhältnisse und den Alltag der damaligen Zeit widerspiegeln. Ein bemerkenswertes Beispiel ist das Foto Playing Lynched (1947), das Kinder beim Nachspielen einer Lynchszene zeigt und damit die allgegenwärtige Gewalt und den Rassismus jener Zeit thematisiert.  
Vivian Cherry dokumentierte auch das Leben der Pendler entlang der Third Avenue Elevated Line (El) und hielt den Abriss der Hochbahnlinie 1955 fest. Ihre Arbeiten wurden in zahlreichen Ausstellungen gezeigt, darunter im Jahr 2000 in der Brooklyn Museum Exhibition Vivian Cherry: a Working Street Photographer, 1940s-1990s.  